# Josephine Verspaget
Josephine Verspaget (Helmond, 25 januari 1946) is een Nederlands politica die twaalf jaar voor de PvdA in de Tweede Kamer der Staten-Generaal zat. Ze is geboren in Helmond in een kerkelijk katholiek gezin. Voor haar kamerlidmaatschap was ze actief op het gebied van de kunst, als gemeenteraadslid en wethouder van Zeist, maar vooral als secretaris van de Evert Vermeer Stichting. Hield zich in de Kamer ook bezig met volkshuisvesting en cultuur. Geëngageerd pleitbezorger van onderdrukte volkeren en bevolkingsgroepen. In de Raad van Europa voorvechter van de Roma-zigeuners. Gedurende haar kamerlidmaatschap was ze twaalf jaar woordvoerster ontwikkelingssamenwerking van de PvdA-Tweede Kamerfractie.
Josephine Verspaget was van 19 september 1990 tot mei 1994 ondervoorzitter vaste commissie voor Ontwikkelingssamenwerking. Ze behoorde in 1992 tot de minderheid van haar fractie die tegen het wetsvoorstel inzake uitvoering van het Verdrag van Schengen stemde.
Na haar kamerlidmaatschap werd ze voorzitter van de Zuid-Noord Federatie, een samenwerkingsverband van veertien fair trade-, milieu-, mensenrechten- en ontwikkelingsorganisaties.
In 1998 werd Verspaget benoemd tot ridder in de Orde van Oranje-Nassau.
- Parlement.com: vg09lloheqy5